# Ehrruh Huraa
Pour les articles homonymes, voir Erruhhuraa.
Ehrruh Huraa (ou Ehuruh Huraaa ou Ehrruh-haa) est une petite île inhabitée des Maldives.

## Géographie
Ehrruh Huraa  est située dans le centre des Maldives, au Sud de l'atoll Malé Sud, dans la subdivision de Kaafu. 